# Parrocchia di Claiborne
La parrocchia di Claiborne (in inglese Claiborne Parish) è una parrocchia dello Stato della Louisiana, negli Stati Uniti. La popolazione al censimento del 2000 era di 16 851 abitanti. Il capoluogo è Homer.

## Geografia
La parrocchia si trova nel nord dello Stato, al confine con l'Arkansas. Il lago maggiore è il Claiborne, nel centro-est della parrocchia.

### Parrocchie e contee confinanti
- Contea di Union (Arkansas) - nord-est
- Parrocchia di Union - est
- Parrocchia di Lincoln - sud-est
- Parrocchia di Bienville - sud
- Parrocchia di Webster - ovest
- Contea di Columbia (Arkansas) - nord-ovest

## Storia
La parrocchia fu creata nel 1828 da parte della parrocchia di Natchitoches. Fu chiamata così in onore del governatore della Louisiana William C. C. Claiborne.

## Comuni[4]

### Towns
- Haynesville
- Homer (capoluogo)

### Villages
- Athens
- Junction City
- Lisbon